# 1 + 2 + 3 + 4 + ⋯

As primeiras quatro parcelas da série 1 + 2 + 3 + 4 + ⋯. A parábola é uma assintota suavizada que intercepta o eixo y em -1/12.

A soma de todos os números naturais 1 + 2 + 3 + 4 + · · · é uma série divergente. A soma parcial da n-ésima parcela da série é o número triangular
{\displaystyle \sum _{k=1}^{n}k={\frac {n(n+1)}{2}},}

Demonstração animada das somas parciais

que aumenta sem fronteira conforme n cresce até o infinito. Uma vez que a sequência de somas parciais falha em convergir para um limite finito, a série, em uma primeira análise, parece não ter um somatório.
Embora a série pareça não ter significado algum à primeira vista, pode ser manipulada para levar a um resultado interessante matematicamente, o qual tem aplicações em outros campos tais como na análise complexa, teoria quântica de campos e teoria das cordas. Muitos métodos de somatórios são utilizados na matemática para assinalar valores numéricos mesmo para séries divergentes. Em particular, o método de regularização da função zeta e a Soma de Ramanujan {\displaystyle \left(\Re \right)} estabelecem a série com o valor de -1/12, que é expressa pela famosa fórmula:
{\displaystyle 1+2+3+4+\cdots =-{\frac {1}{12}}\left(\Re \right).}
Em uma monografia sobre Monstrous moonshine, Terry Gannon chama a equação de "uma das mais notáveis fórmulas da ciência".